# Панголіноподібні
Панголіноподібні (Maniiformes), або панголіни, або ящери (Pholidota) — ряд плацентарних ссавців. Етимологія: грец. φολίδα — «луски».
Панголіни — вимираюча реліктова група ссавців, яка характеризується заміщенням волосяного покриву тіла кератиновими лусками. Слово «Pholidota» означає «лускаті тварини».

## Систематика
Ряд Панголіноподібні (Maniiformes, seu Pholidota)
- -     -       - Рід †Euromanis
        -           - †Euromanis krebsi — з середини еоцену Європи.

  - Родина †Eurotamanduidae
    -       - Рід †Eurotamandua
        -           - †Eurotamandua joresi — ранній еоцен Європи.

Підряд Eupholidota
- - Родина †Eomanidae
    -       - Рід †Eomanis
        -           - †Eomanis waldi — середній еоцен Європи.
- Надродина Manoidea
  -     -       - Рід †Necromanis — олігоцен та міоцен Європи.
        -           - †Necromanis franconica
          - †Necromanis parva
          - †Necromanis quercyi

  - Родина †Patriomanidae
    -       - Рід †Cryptomanis
        -           - †Cryptomanis gobiensis — пізній еоцен Внутрішньої Монголії (пн. Китай) і ранній олігоцен Єгипту

      - Рід †Patriomanis
        -           - †Patriomanis americana — еоцен Північної Америки

  - Родина Панголінові (Manidae)
    - Підродина Maninae
      - Рід Панголін (Manis)
        - Панґолін індійський (M. crassicaudata)
        - Manis culionensis
        - Manis javanica
        - Manis pentadactyla
        - †Manis hungarica
        - †Manis lydekkeri
        - †Manis palaeojavanica

      - Рід Phataginus
        - Phataginus tetradactyla
        - Phataginus tricuspis

      - Рід Smutsia
        - Панголін велетенський (S. gigantea)
        - †Smutsia olteniensis — плейстоцен Європи
        - Smutsia temmincki